# Armoiries des chevaliers de l'ordre du Croissant
Les Armoiries des chevaliers de l'ordre du Croissant est un manuscrit enluminé contenant un armorial représentant les membres de l'ordre du Croissant entre 1448 et 1486. Il s'agit de l'un des armoriaux médiévaux. Il est actuellement conservé à la Bibliothèque nationale de France sous la cote Français 5225 Voir en ligne.
Voir : Armoiries des chevaliers de l'ordre du Croissant, institué par René d'Anjou, roi de Sicile, etc., à Angers, en l'église Saint-Maurice, le 11 août 1448. Date d'édition :  1501-1600. Bibliothèque nationale de France. Département des Manuscrits. Français 5225. Notice Voir en ligne
L'ouvrage contient 24 armoiries et coloriées d'un certain nombre de chevaliers de l'ordre du Croissant.

## Autres manuscrits

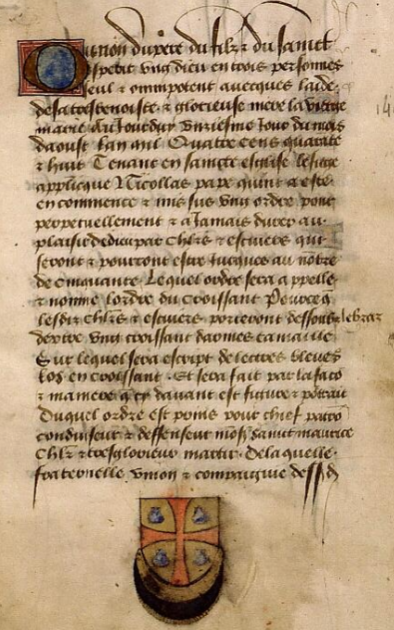
Manuscrit avec les armes de Louis de Bournan (D'argent, à la croix pattée de sinople, cantonnée de quatre coquilles du même. Alias : D'or, à la croix pattée de gueules, cantonnée de quatre coquilles du même.)

Plusieurs autres manuscrits de la Bibliothèque nationale de France renferment les statuts de l'ordre du Croissant :
- fonds français, numéros 5605 et 24108, reproductions faites par Claude Ménard, d'après un exemplaire qui lui avait été communiqué par les frères jumeaux Louis de Sainte-Marthe et Scévole de Sainte-Marthe. Voir en ligne n°5605 Voir en ligne n°24108
- fonds français, n° 5225, contient les armoiries coloriées d'un certain nombre de chevaliers, et, dans un cinquième, n" 15077, on lit une courte notice sur les origines de l'ordre, assez inexacte d'ailleurs, rédigée au XVIIe siècle. Voir en ligne n°5225
- Copie, numéro 31784, faite pour François Roger de Gaignières, du Fr.25204, provenant de l'Abbaye Saint-Victor de Paris, et qui contient des blasons peints. Voir en ligne

Un manuscrit renfermant les statuts de l'ordre du Croissant est aussi présent à la bibliothèque Sainte-Geneviève, sous la côte Ms. 1687. Il s'agit du livret personnel de Louis de Bournan, l'un des premiers membres de l'ordre du Croissant.
Claude Ménard fit réaliser un nouveau armorial sous forme de gravures commandées à François Stuerhelt en 1644, en y ajoutant les chevaliers de l'Ordre élus après 1462. Deux manuscrits Armorial des chevaliers de l'ordre du Croissant, dont un de Joseph Audouys, sous les références Rés. Ms. 1202 & 1203 datant du XVIIIe siècle sont disponibles à la médiathèque Toussaint d'Angers. (Voir en ligne 1202 Voir en ligne 1203. Passé dans le cabinet de Toussaint Grille, ils sont achetés par la bibliothèque municipale d'Angers en 1851.

## Armoiries de l'ordre du Croissant
Le manuscrit contient plusieurs armoiries coloriées d'un certain nombre de chevaliers de l'ordre du Croissant, mais n'est pas complet. En noir et blanc, les reproductions faites par Claude Ménard de quelques armoiries non présentes dans le manuscrit 5225.

### Français 5225

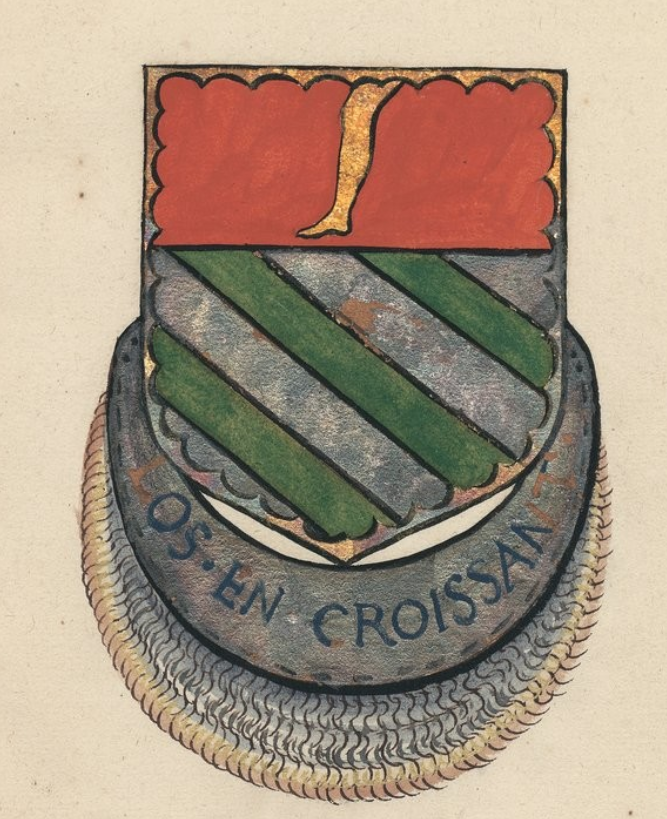
1. Jean Cossa
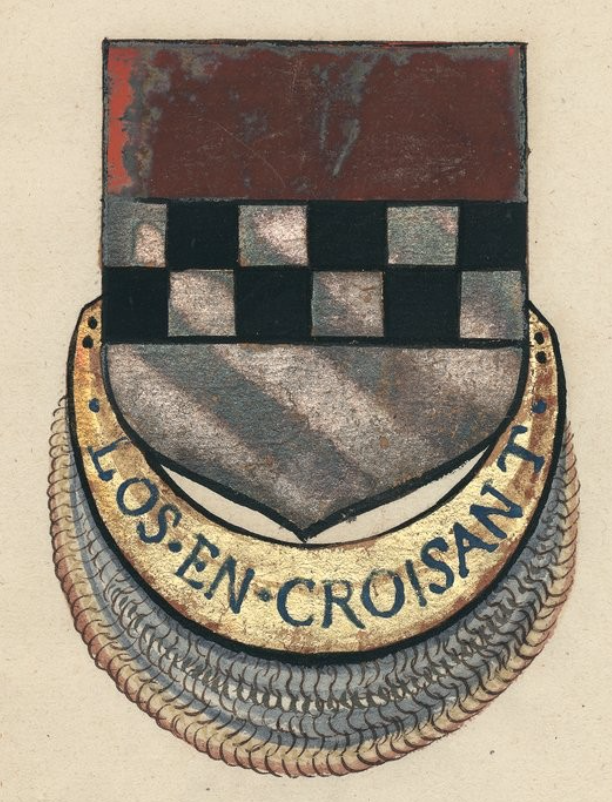
2. Pierre de Meuïllon
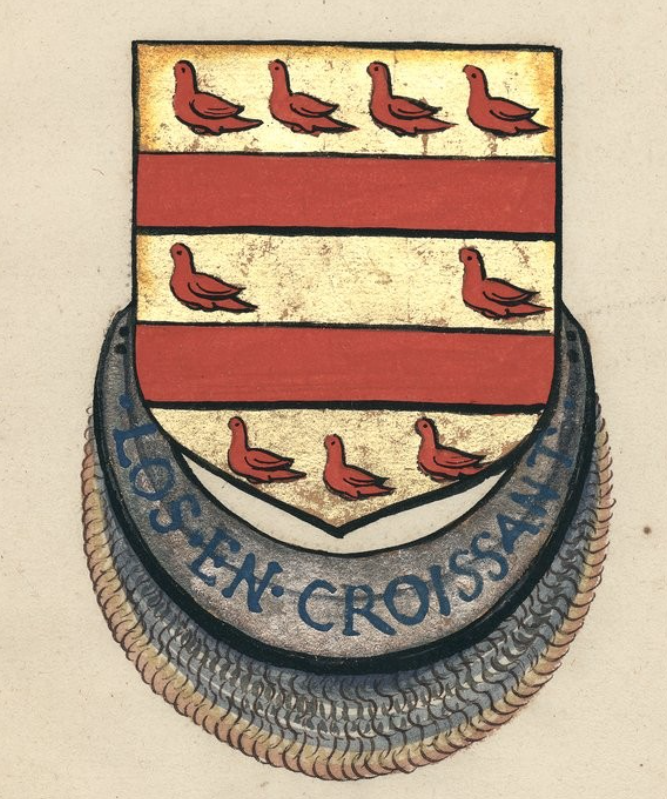
3. Bertrand de la Haye
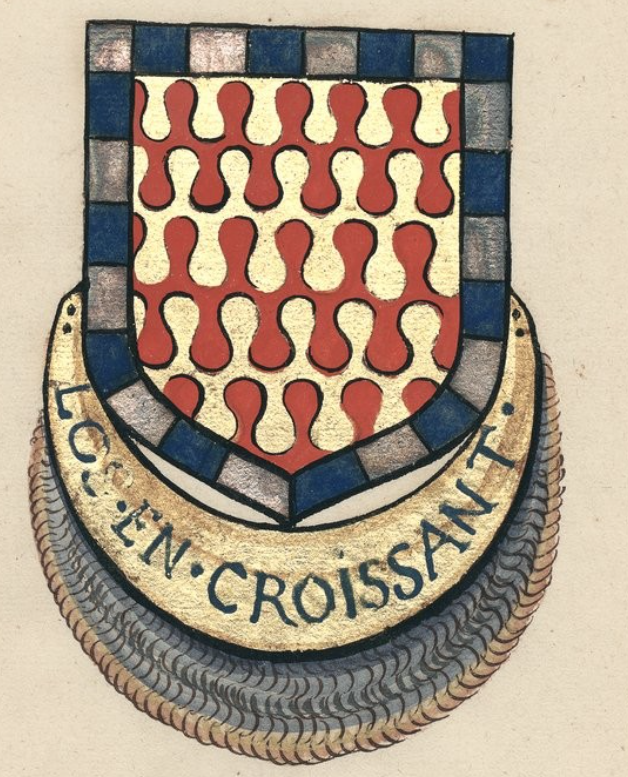
4. Gilles de Maillé
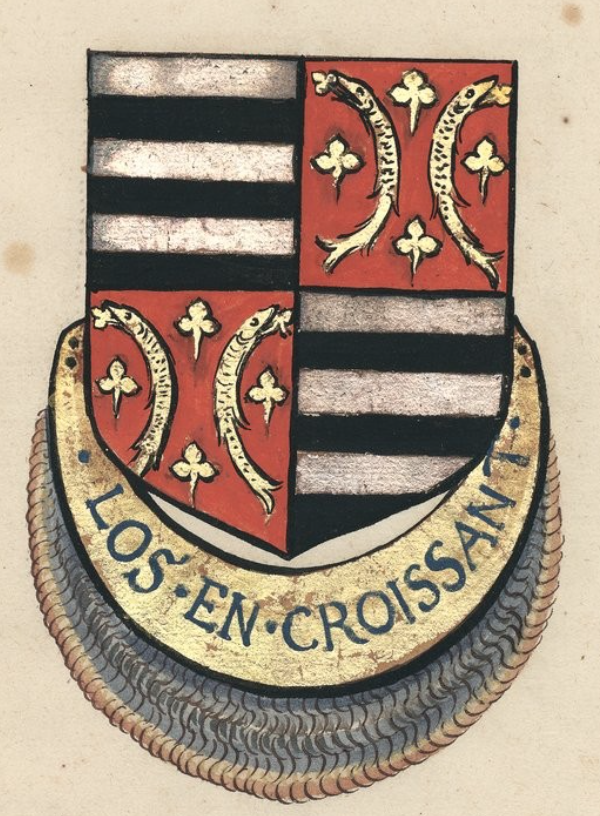
5. Guichard de Montberon
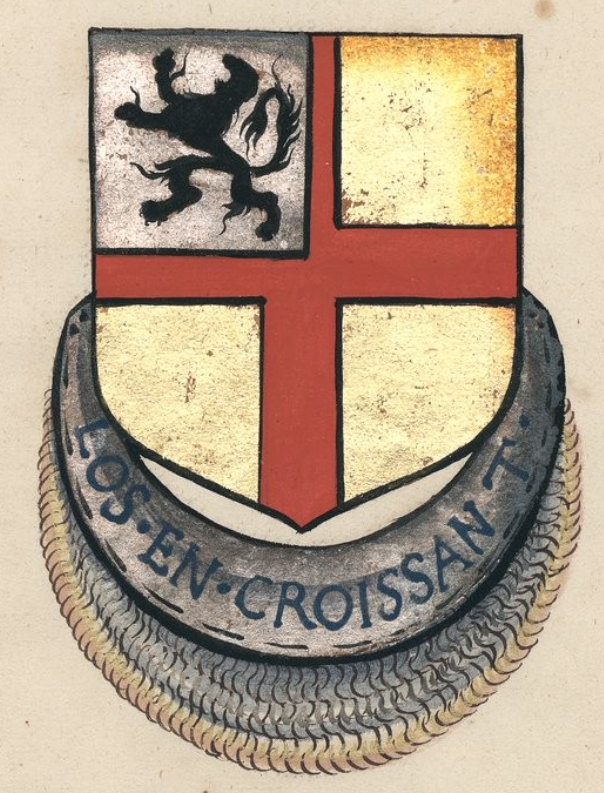
6. André de Haraucourt
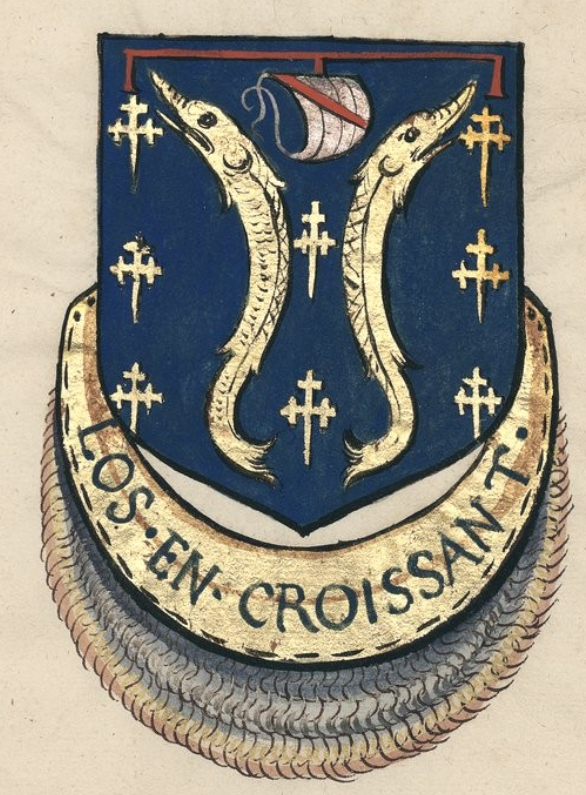
7. Jacopo de' Pazzi
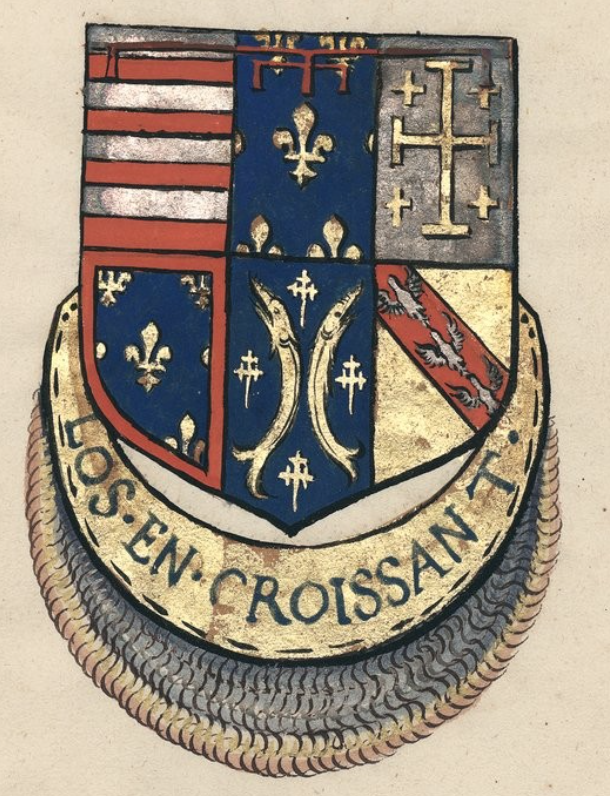
8. Jean II de Lorraine
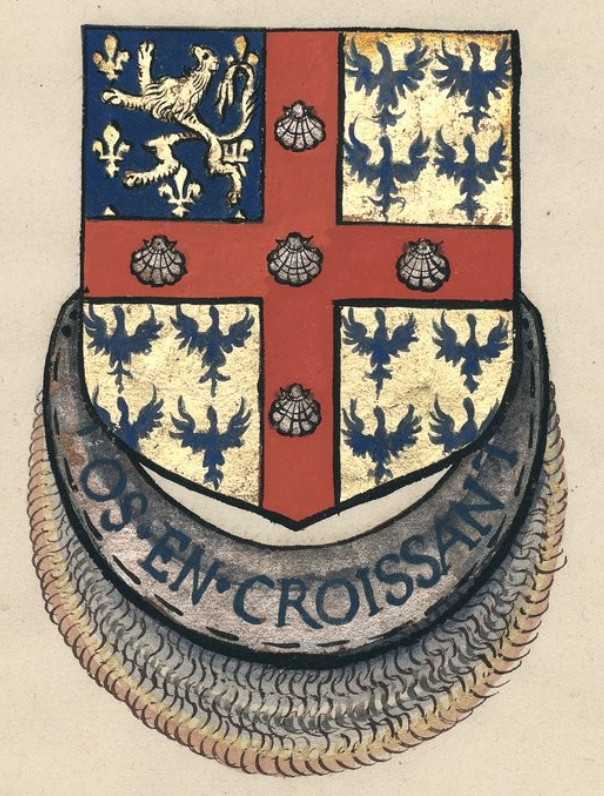
9. Guy II de Laval-Loué
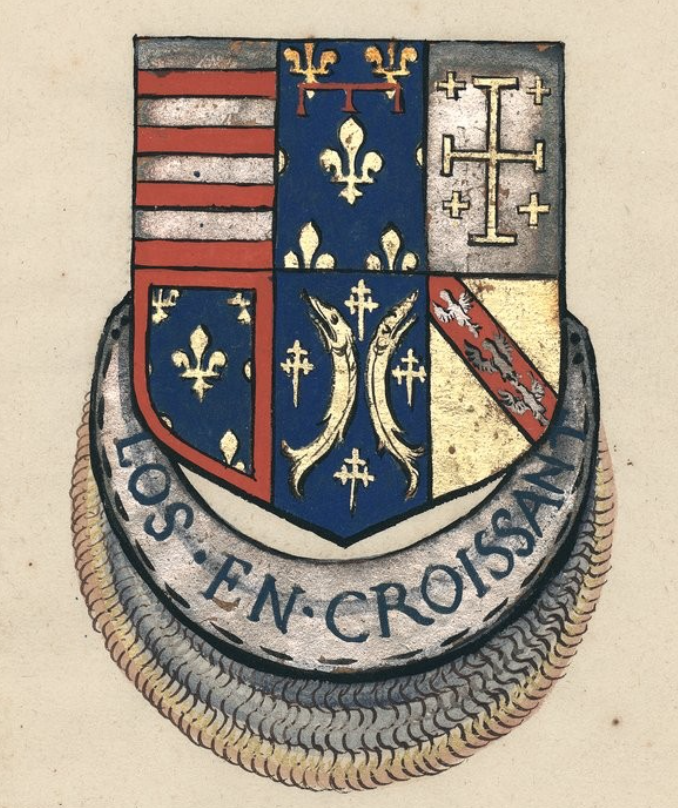
10. René Ier d'Anjou
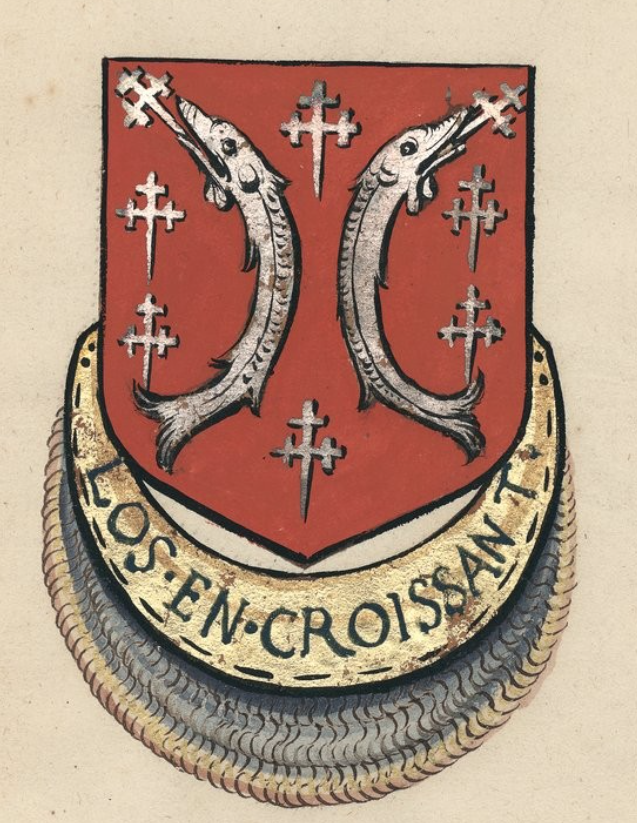
11. Jean VII de Salm
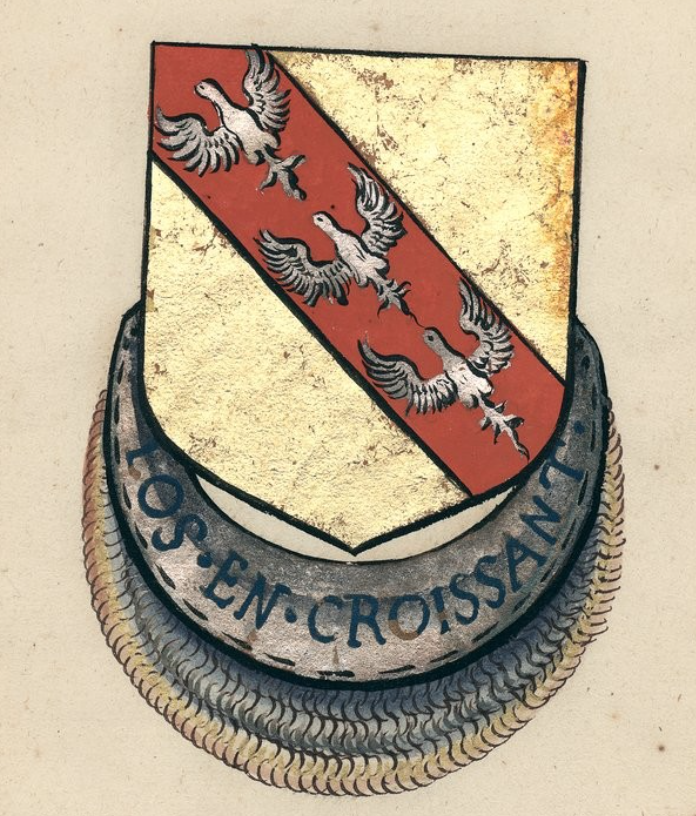
12. Ferry II de Vaudémont
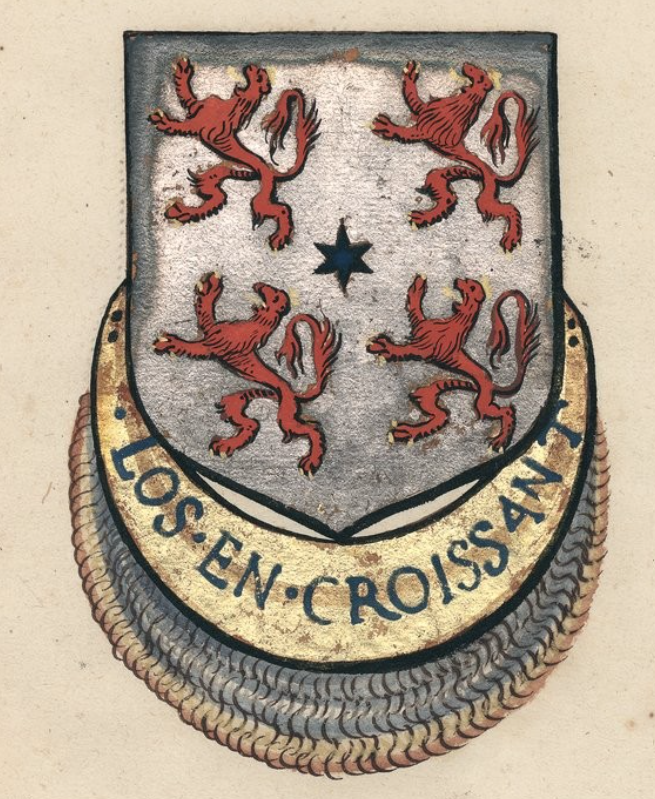
13. Bertrand de Beauvau
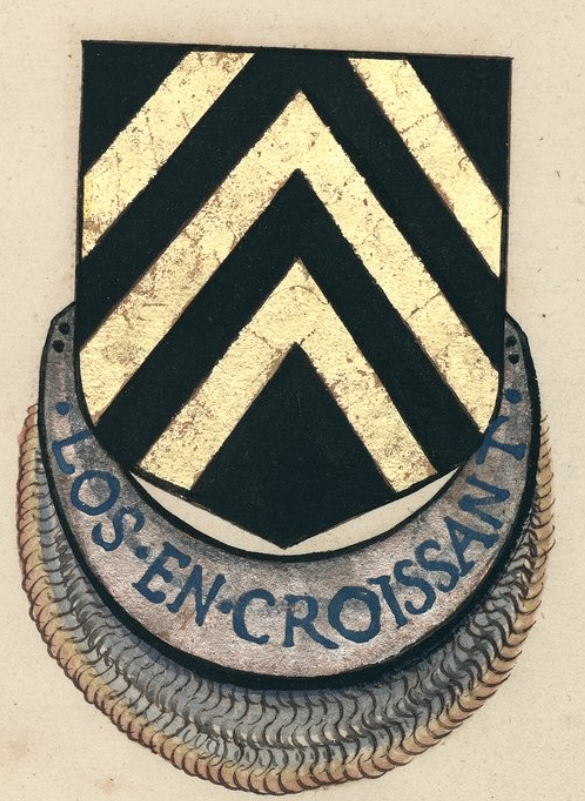
14. Louis de Clermont-Gallerande
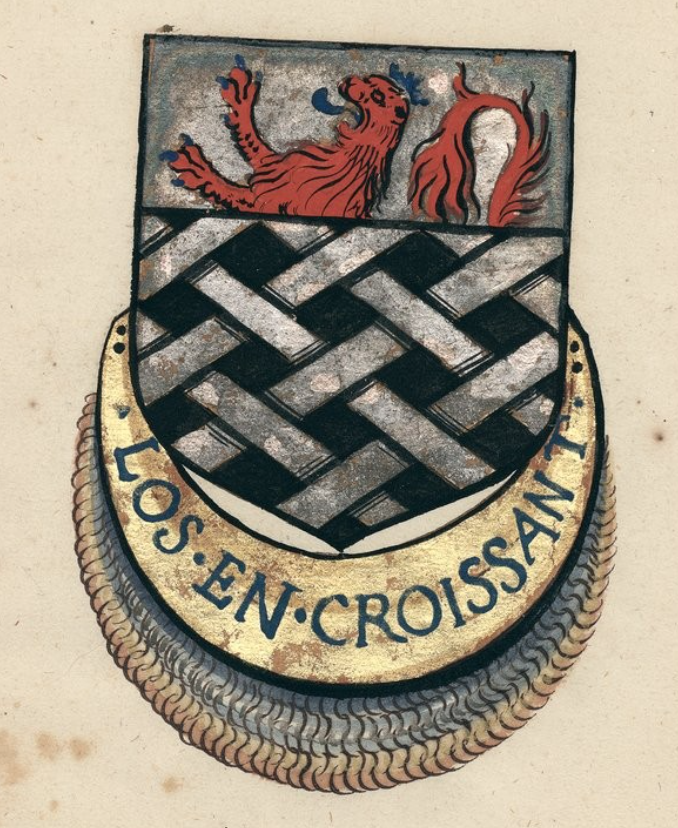
15. Pierre Ier de Champagne
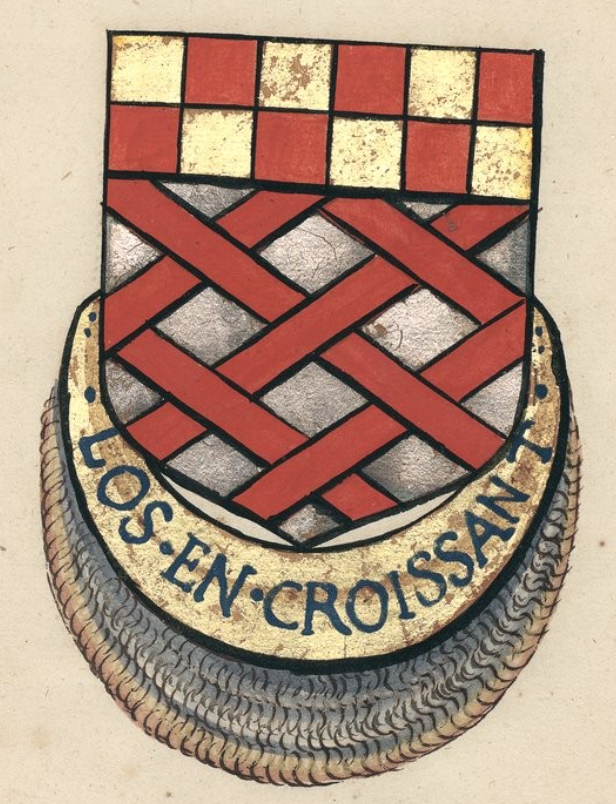
16. René du Matz
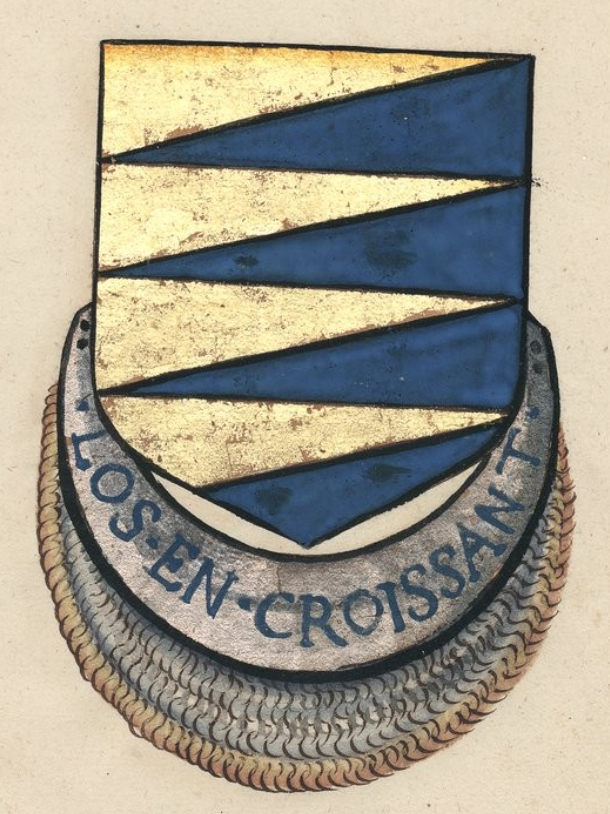
17. Foulques Riboulle
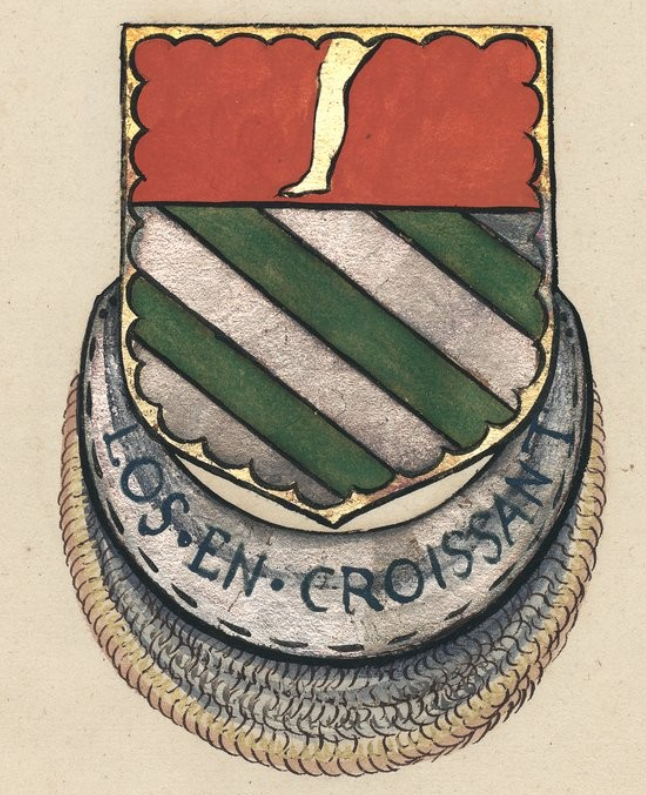
18. Gaspard Cossa
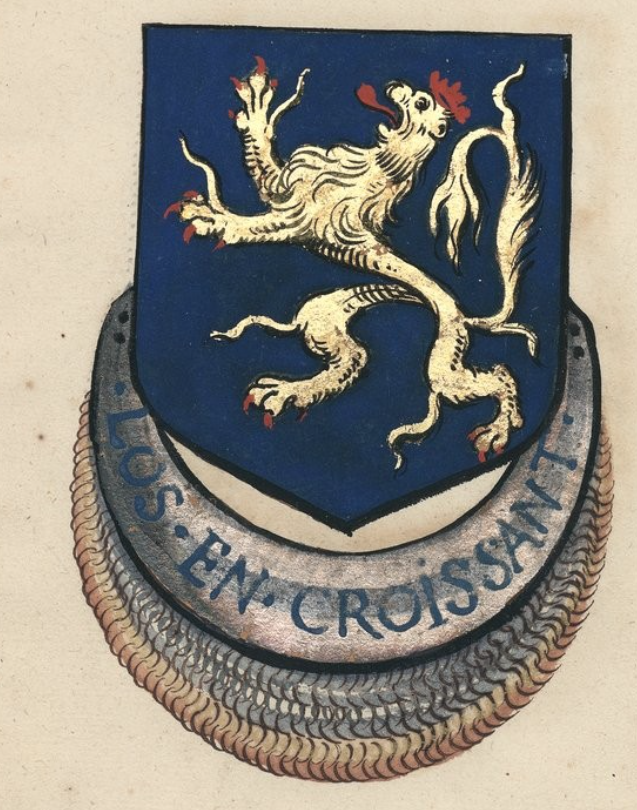
19. Jean du Plessis
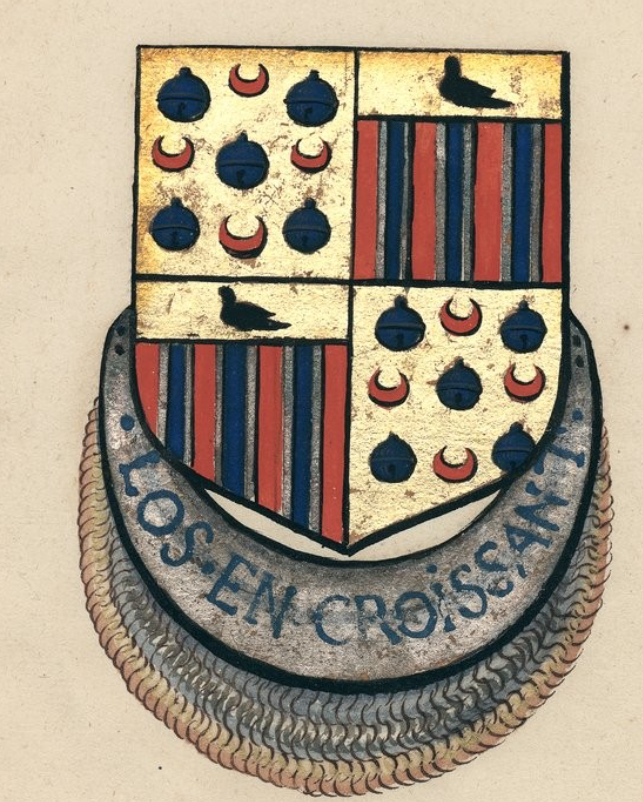
20. Simon d'Anglure
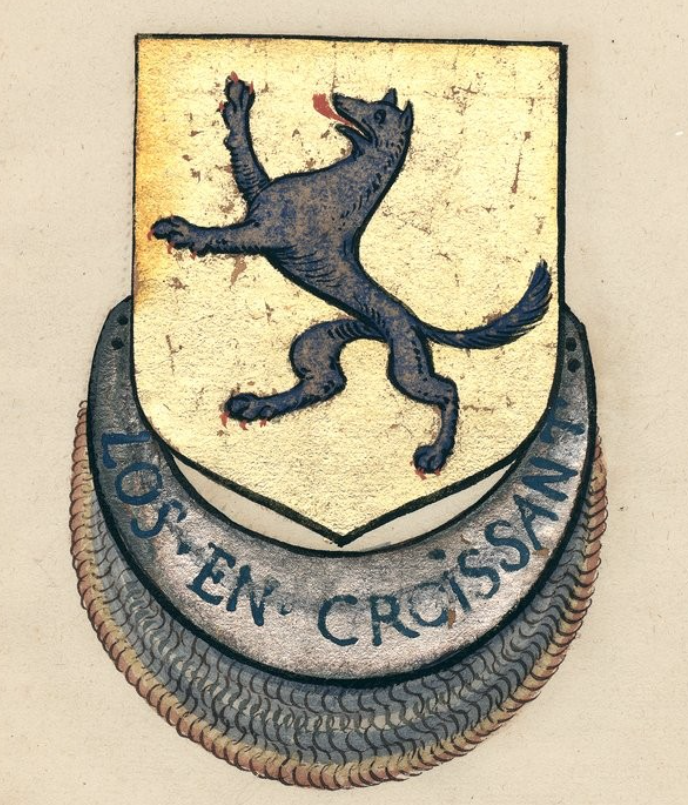
21. Fouquet d'Agoult
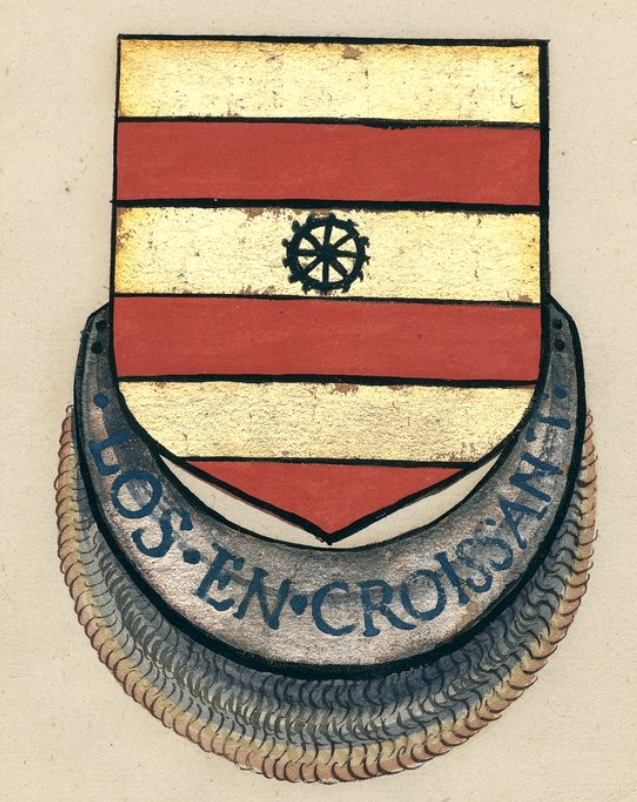
22. Tanneguy IV du Chastel
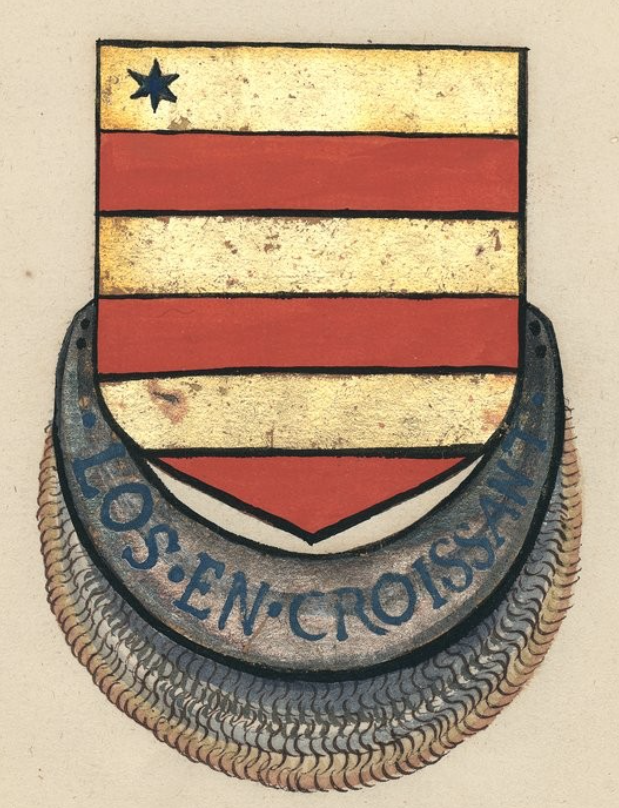
23. Élion de Glandevès
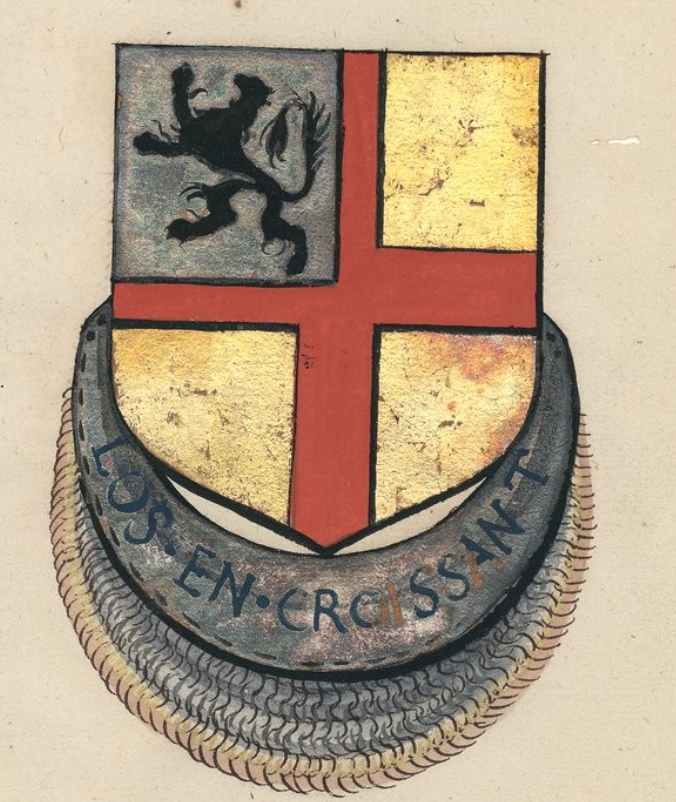
24. Gérard III de Haraucourt

### Français 5605

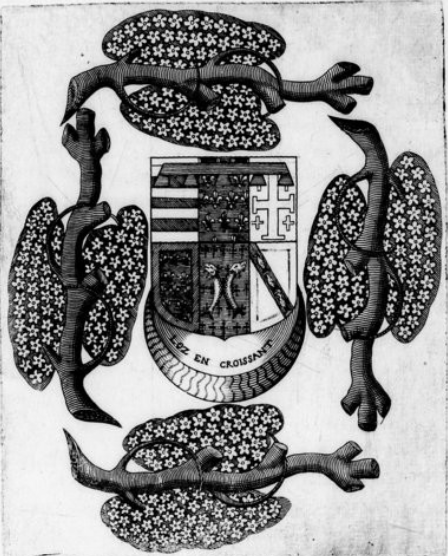
Charles IV du Maine
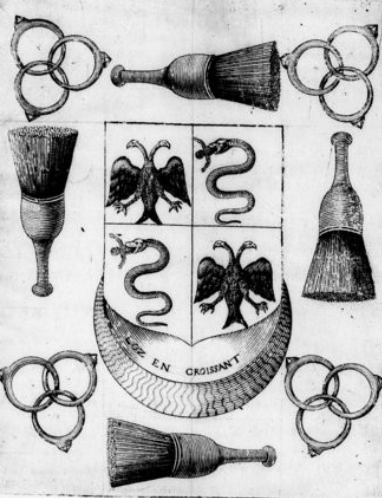
Francesco Sforza
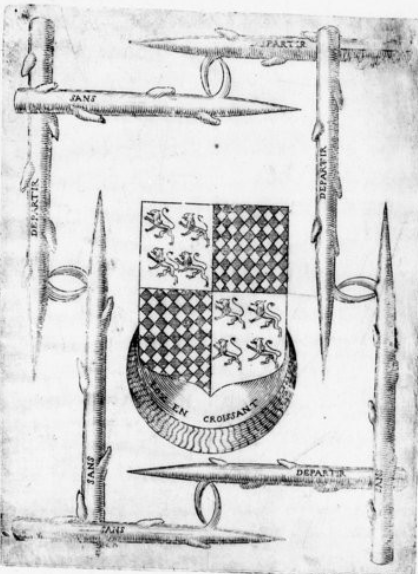
Louis de Beauvau
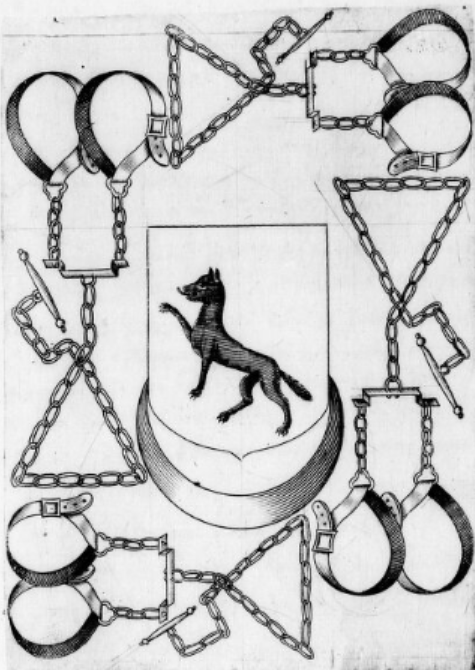
Raymond d'Agoult
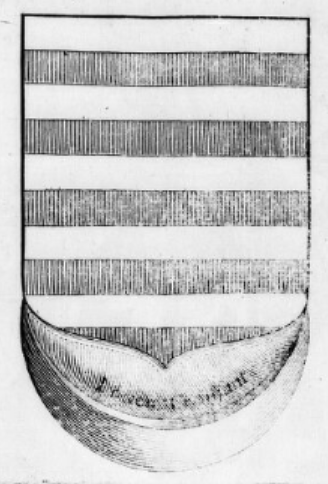
Antoine de Clérambault
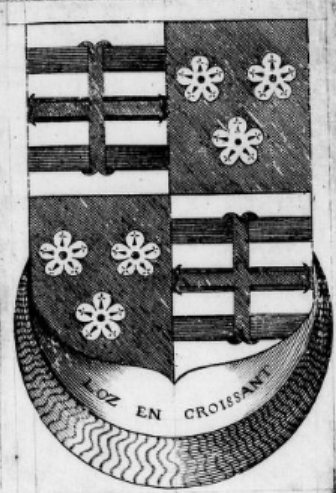
Guillaume de la Jumelière
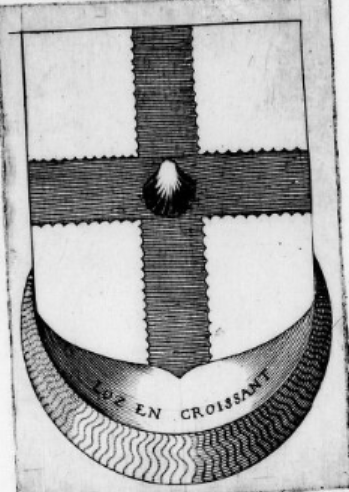
Philippe de Lenoncourt
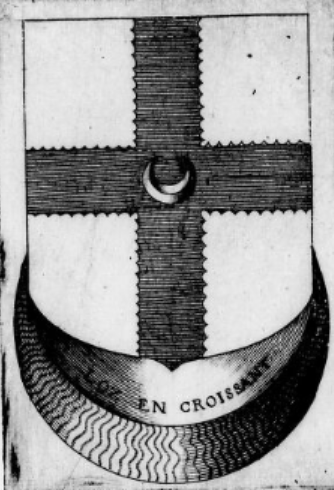
Thierry de Lenoncourt
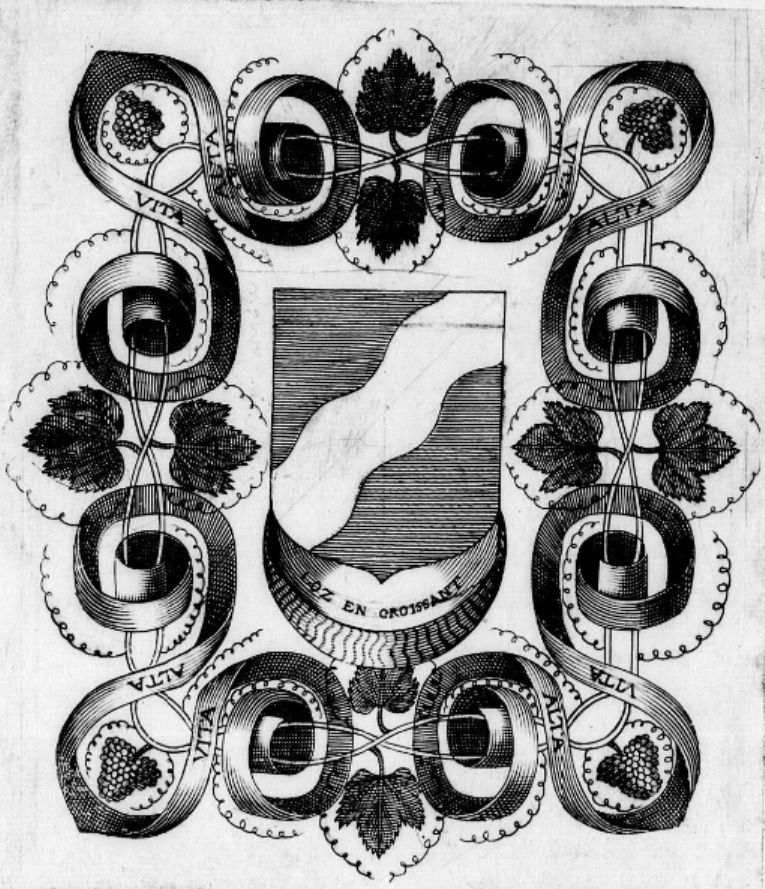
Giacchantonio Marcello
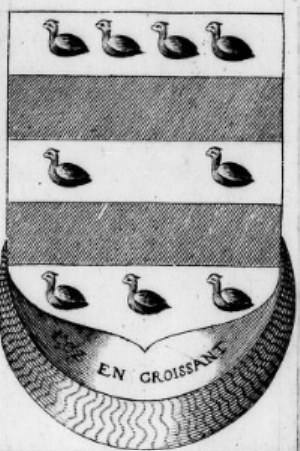
Jean de la Haye
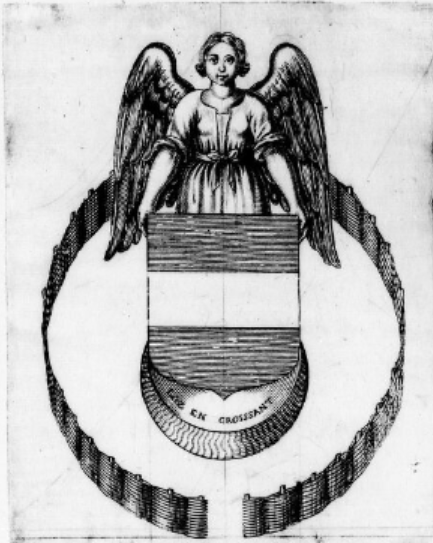
Jean de Fénestrange
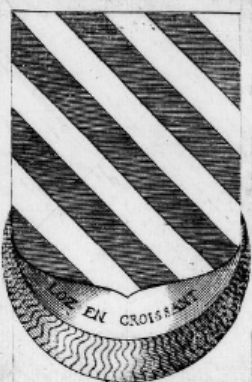
Jean Amenard
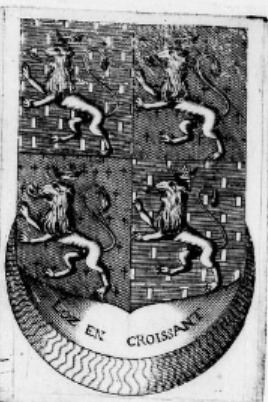
Jean II de Nassau-Sarrebruck
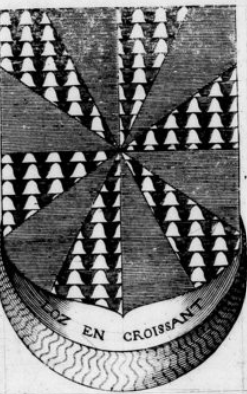
Jean III de Harpedane
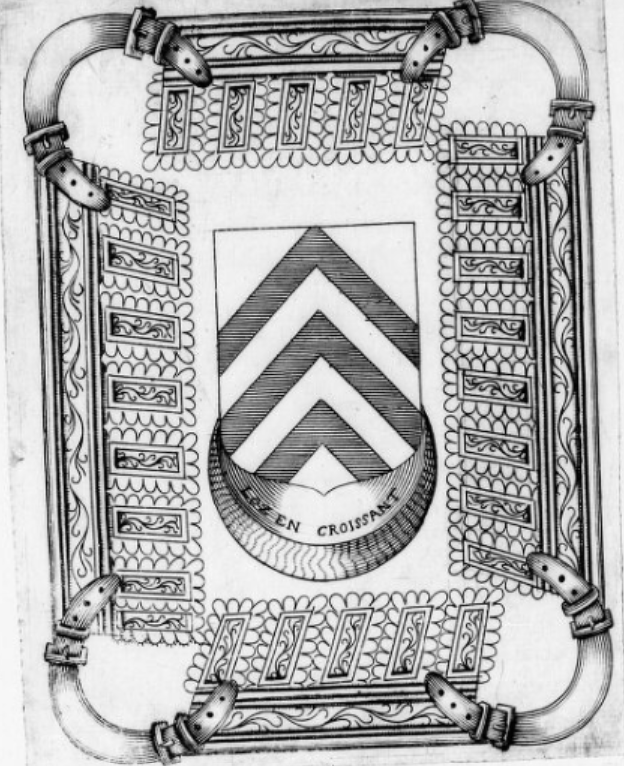
Bermond de Lévis
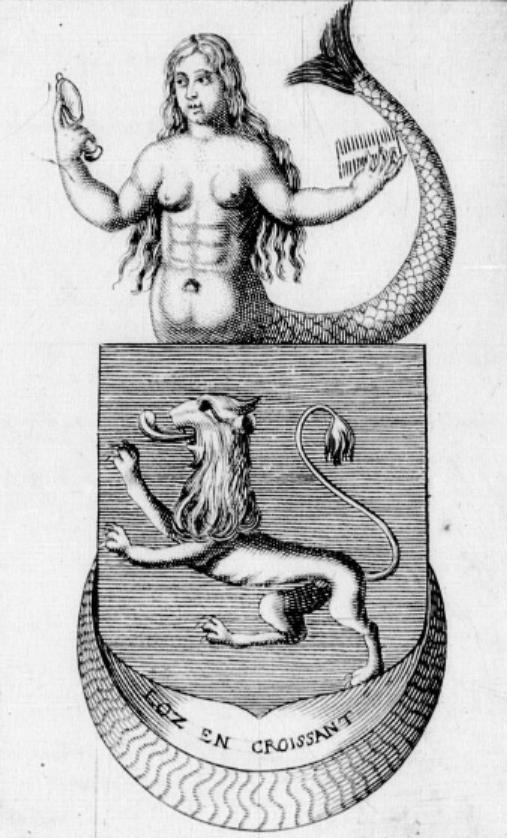
Le Poulchre
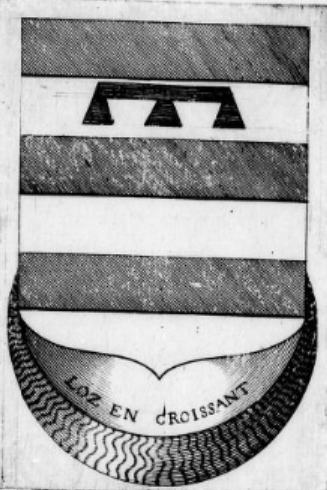
Pierre de Glandevès
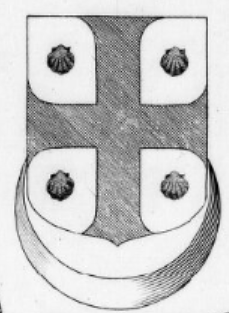
Louis de Bournan